# Канонско право
Канонско право или црквено право (лат. Jus canonicum или Jus ecclesiasticum) је зборник свих одредби црквених сабора од 3. до 9. века, док се остале црквене одлуке обично називају правила.
Канонско право у Православној цркви јесу само оне одредбе које је Црква донела до 9. века.

## Римокатоличка црква
У Римокатоличкој цркви канонско право обележава оно право које је већим делом садржано у њеном званичном зборнику Codex juris canonici. Његово последње издање објављено је 1983. године. Осим тога, део канонског права представљају и све остале канонске одлуке донете на законит начин. Овамо припадају канонски прописи који су претходили последњем канонском праву, а нису њиме опозване, као и прописи које је касније на други начин (обично у писаним одлукама папе или његових уреда) објавила Света столица.

## Црквени канони или правила
Црквени канони или правила и одредбе хришћанске етике, богослужења, дисциплине клира, монаштва, црквене организације и јурисдикције, које су прогласили васељенски или помесни сабори. Уопштено, канони представљају црквено законодавство које формира предмет канонског права. Сем догмата, који чини предмет вере и указује на међе традиције, а има карактер дефиниција (ορος, finis) је канони који треба да се поштују јер су сагласни са догматском традицијом, у духу су учења вере. Канон је облик или садржај у којем се примењује учење; стога се он не може посматрати теоретски нити као допунска власт. Црква има не само моћ да указује на дисциплину клира и пастирски живот лаика него и одговорност да се изјасни у различитим ситуацијама и моментима (Дела 15,26-29; 1. Тим. 3,15). Вршећи ту власт, Црква примењује икономију, то јест користи каноне у одређеним посебним условима и у својим сталним пастирским потребама. 

## Саборно одређење канона
Мада постоје посебни канони, православна канонска традиција обрађивана је саборски, да би се очувало начело: канонска сагласност у духу и канонска сагласност у догмату. Канони се односе на: пост, поштовање икона светих, Пасху, брак, хиротонију, развод, владање клира и монаха, учествовање мирјана, јерархијске степене, поредак епархијских престола, међуцрквене односе, јавне односе итд. Канонски прописи које одређује Црква не треба да се мешају са законодавством цивилнога права које се односи на јавни религиозни живот и на хришћанску Цркву као правну институцију.